# Straßenbahnhof Waltherstraße

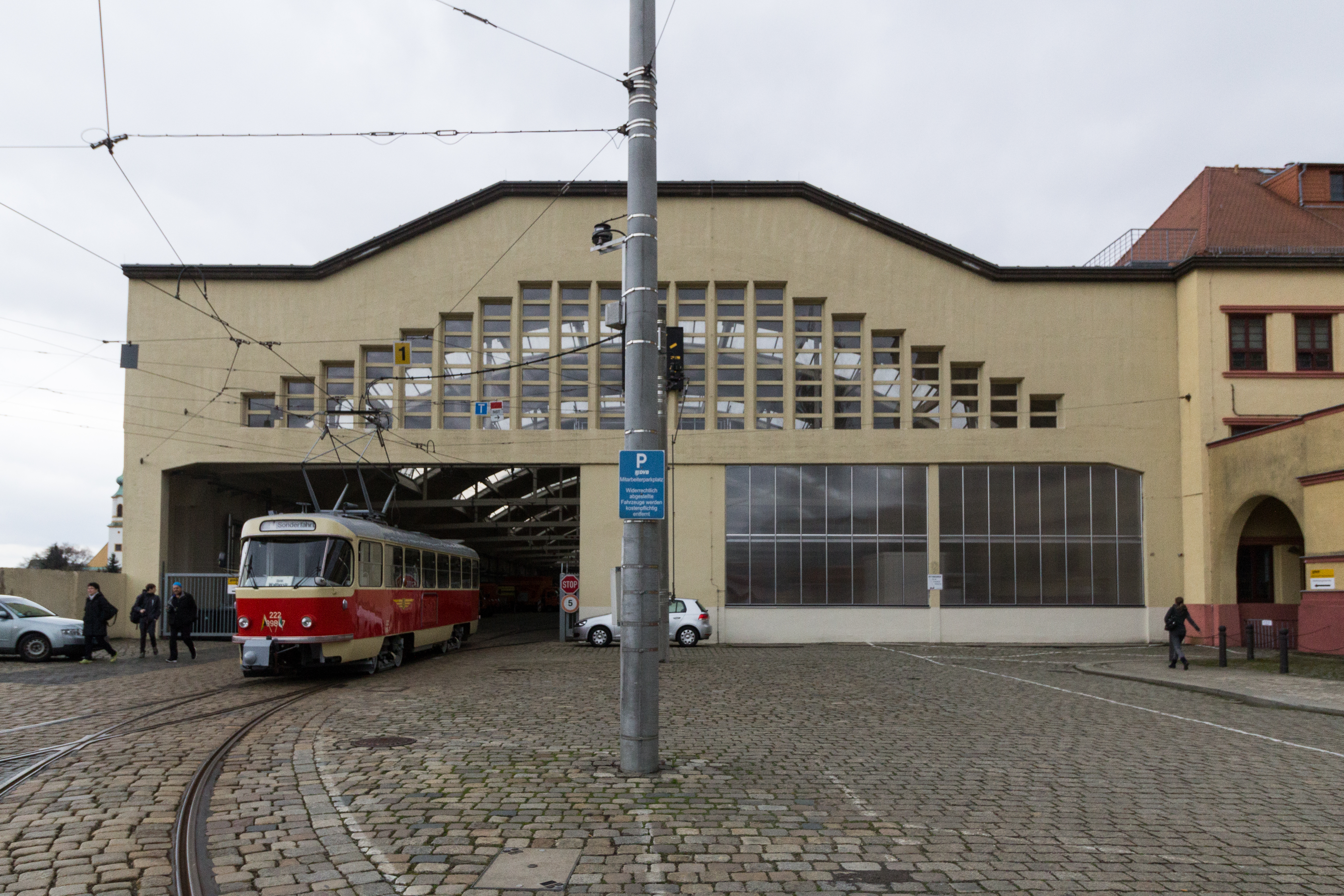
Betriebshof Walterstraße (2016)

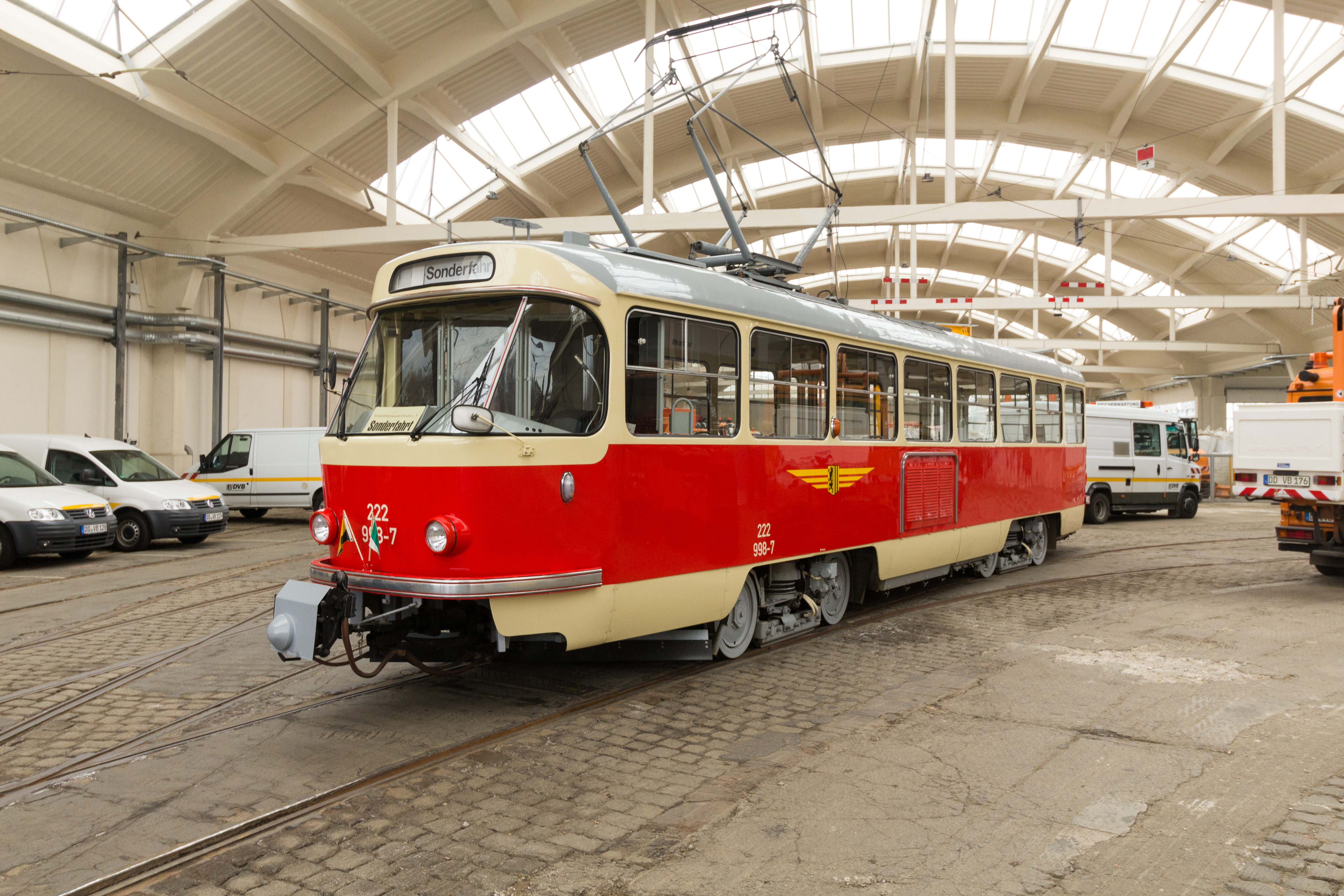
Glasdächer der Halle, im Vordergrund Tatra T4D 222 998-7 (2016)

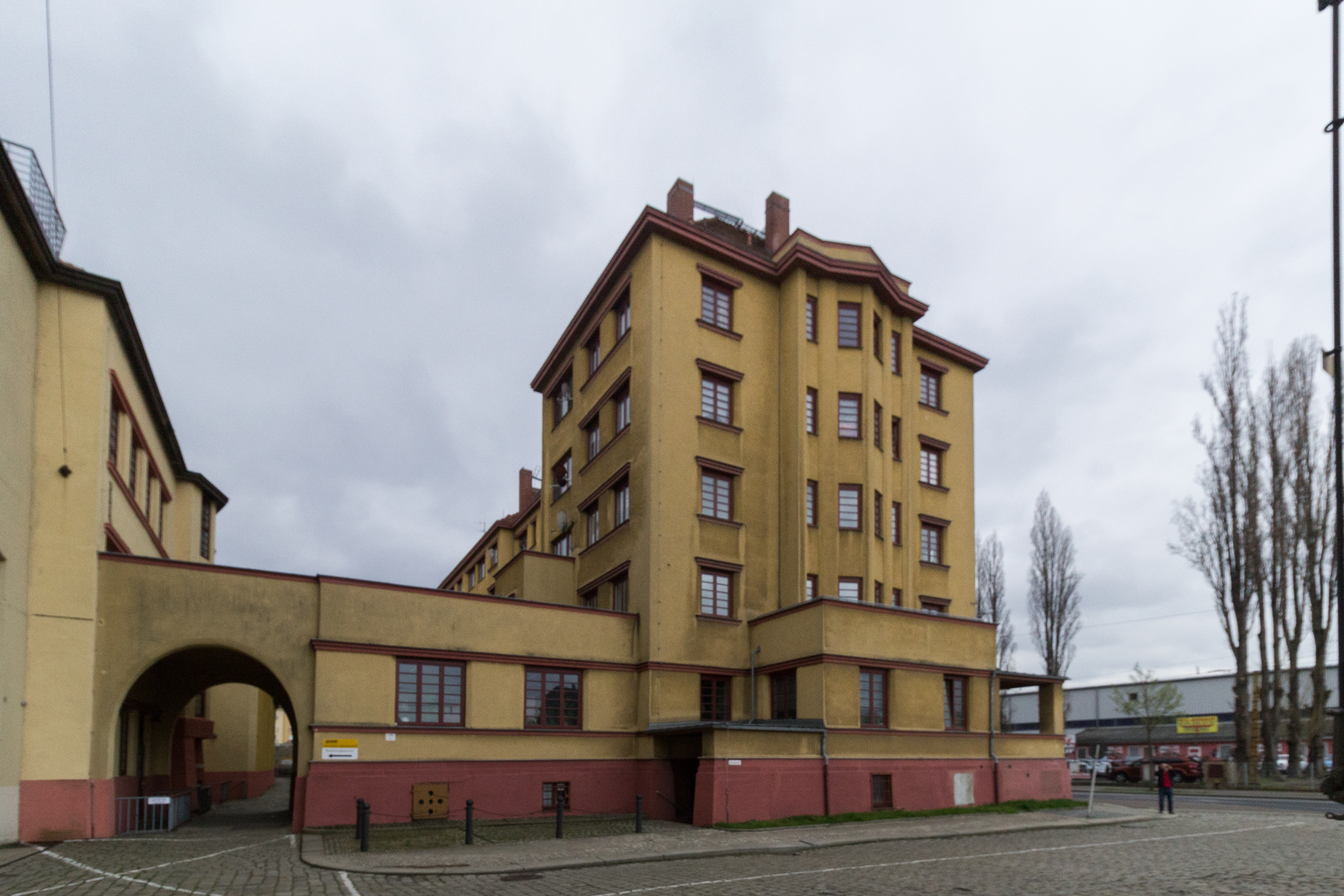
Nebengebäude des Betriebshofs (2016)

Der Straßenbahnhof Waltherstraße, auch Betriebshof Waltherstraße, ist ein denkmalgeschütztes Straßenbahndepot in Dresden-Friedrichstadt an der Waltherstraße 9–11.

## Geschichte
Der von Stadtbaurat Paul Wolf entworfene und am 5. Oktober 1926 eröffnete Straßenbahnhof ist ein „unbestrittener Höhepunkt großstädtischer Verkehrsbauten im Dresden der 1920er Jahre“ und war „eine der größten Industriehallen Dresdens seiner Zeit.“ So ist die Eingangshalle 110 Meter lang, 43 Meter breit und 15 Meter hoch. Das Gebäude ist architektonisch ein Beispiel für eine „zeittypische sachliche Gestaltung mit dezenten expressiven Elementen“. Die Mischung aus Neuer Sachlichkeit mit Elementen der expressionistischen Architektur ist bestimmend für die Bauweise des Straßenbahnhofs. „Leicht spätexpressionistische Einsprengel“ sind die treppenartig aufgebauten Glasfenster in der Einfahrt, die damit im Gegensatz zu den halbrunden Bögen der Halle stehen. Die gezackten, zeltartigen Glasdächer haben in „ihrer Staffelung ganz klar expressionistischen Charakter“.
Während der Luftangriffe auf Dresden wurde der Betriebshof am 17. April 1945 schwer getroffen. 1947 erfolgte der (erste) Wiederaufbau, der sich in mehreren Etappen vollzog.

## Heutige Nutzung
Nach der Inbetriebnahme des Straßenbahnhofs Gorbitz 1996 wurde der Straßenbahnhof Waltherstraße fast nur noch für die Unterbringung von Arbeits- und Dienstfahrzeugen genutzt und seltener noch zum Wenden und Abstellen von Linienzügen.